# Alkoxylering
Alkoxylering is een chemische reactie waarbij alkoxygroepen op een organische verbinding ("het substraat") worden aangebracht. De reagentia die hiervoor gebruikt worden, zijn laagmoleculaire epoxiden zoals etheenoxide, propeenoxide en buteenoxide. Deze zijn zeer reactief en reageren met bijna alle verbindingen die een labiel waterstofatoom bezitten. Dat kunnen alcoholen, thiolen, fenolen, carbonzuren, ammoniak of amines zijn. De reactieproducten noemt men alkoxylaten. Glycolen, glycolesters, glycolethers, polyglycolen en vele niet-ionische oppervlakteactieve stoffen zijn alkoxylaten.
"Alkoxylering" is een algemene benaming. In specifieke gevallen spreekt men van "ethoxylering" als het reagens etheenoxide is, "propoxylering" als het propeenoxide is, enzovoort. De reactieproducten noemt men dan respectievelijk ethoxylaten, propoxylaten enz.

## Algemene reactie
Een voorbeeld van alkoxylering is de ethoxylering van een alcohol:
{\displaystyle {\ce {{R-OH}+{\mathit {n}}~EtO->R-O(-CH2-CH2-O)_{\mathit {n}}H}}} (EtO = etheenoxide)
Het reactieproduct is een mengsel van alkoxylaten met verschillende waarde van de alkoxyleringsgraad n (verdeeld volgens een poissonverdeling die min of meer breed is).
Voor de reactie is een katalysator nodig, die zowel zuur als basisch kan zijn. Basische katalysatoren zijn bv. kaliumhydroxide (KOH) of natriumhydroxide (NaOH). Een zure katalysator is bv. magnesiumperchloraat. Zure katalysatoren worden minder gebruikt omdat ze ook bijdragen tot de vorming van ongewenste bijproducten.
Met een conventionele katalysator zoals KOH of NaOH is de verdeling van de alkoxylaten breed en moet dit mengsel verder gescheiden worden in homogene fracties. Er is veel onderzoek verricht naar katalysatoren die een enge verdeling van de reactieproducten opleveren (met zo weinig mogelijk variatie in de graad van alkoxylering n), zodat het alkoxylaat meer homogeen is. Dergelijke katalysatoren zijn o.a. complexe zouten van calcium, magnesium, bepaalde overgangsmetalen of zeldzame-aardmetalen.
Alkoxylering is een exotherme reactie. Met etheenoxide moet men bijzonder uitkijken omdat dit een erg reactief gas is dat gemakkelijk kan ontbinden of polymeriseren.

## Toepassing: tensiden
Een belangrijk toepassingsgebied van alkoxylering is de productie van oppervlakteactieve stoffen, bijvoorbeeld alkylpolyglycolethers. Daarbij gaat men uit van een hydrofoob substraat, bijvoorbeeld nonylfenol, een vetzuur, vetalcohol of vetzuuramine. De ethoxylatie of propoxylatie voegt daar een hydrofiele keten aan toe. Die alkoxylaten worden daarna eventueel nog omgezet naar anionische tensiden (sulfaatvorm).

## Alkoxylering met alkeencarbonaten
In plaats van met epoxiden kan men ook alkoxyleren met een alkeencarbonaat zoals ethyleencarbonaat of propyleencarbonaat, en met als katalysator een mengsel van metaaloxiden. Hiermee kan men alkoxylaten met een enge verdeling bekomen. Alkeencarbonaten zijn ook minder gevaarlijk dan de corresponderende epoxiden.